# St Martin-in-the-Fields (Londres)
Pour les articles homonymes, voir St Martin-in-the-Fields (homonymie).
Ne doit pas être confondu avec St Martin-on-the-Hill.
L'église St Martin-in-the-Fields (littéralement, Saint-Martin-des-Champs) est une église anglicane située au coin nord-est de Trafalgar Square dans la Cité de Westminster, Londres. Elle est dédiée à saint Martin de Tours.
L'édifice actuel fut construit en 1721 par l'architecte James Gibbs (1682-1754), également auteur de la Radcliffe Camera d'Oxford.
C'est dans cette église que sir Neville Marriner donna en 1956 ses premiers concerts de musique baroque avec sa formation Academy of St Martin-in-the-Fields.

## Histoire

### Ère romaine

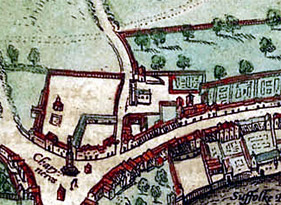
St Martin-in-the-Fields et Charing Cross, circa 1562

Des fouilles menées sur le site en 2006 ont mis au jour une tombe remontant environ à l'an 410. Sa situation est en dehors des limites du Londres antique (comme il était d'usage dans les cités romaines), mais est tellement en dehors que cela peut conduire à réévaluer l'importance dès cette époque de ce qui deviendra plus tard la cité de Westminster. On suppose que cette sépulture marque l'emplacement d'un sanctuaire chrétien, qui pourrait avoir réutilisé un ancien site païen.

### Moyen-Âge et XVIe siècle
La première mention de l'église est de 1222, avec un litige entre l'Abbé de Westminster et l'Évêque de Londres pour décider de qui elle dépendrait. Westminster eut gain de cause, et l'église fut utilisée par les moines de l'Abbaye de Westminster.
Elle fut rebâtie par le roi Henri VIII en 1542 afin d'éviter que des malades de la peste passent par son domaine de Whitehall. En ce temps, elle était littéralement « dans les champs » (anglais : in the fields),  isolée entre les cités de Westminster et de Londres.
De nombreuses célébrités ont été enterrées dans l'église à cette époque, notamment Robert Boyle et Nell Gwynne.

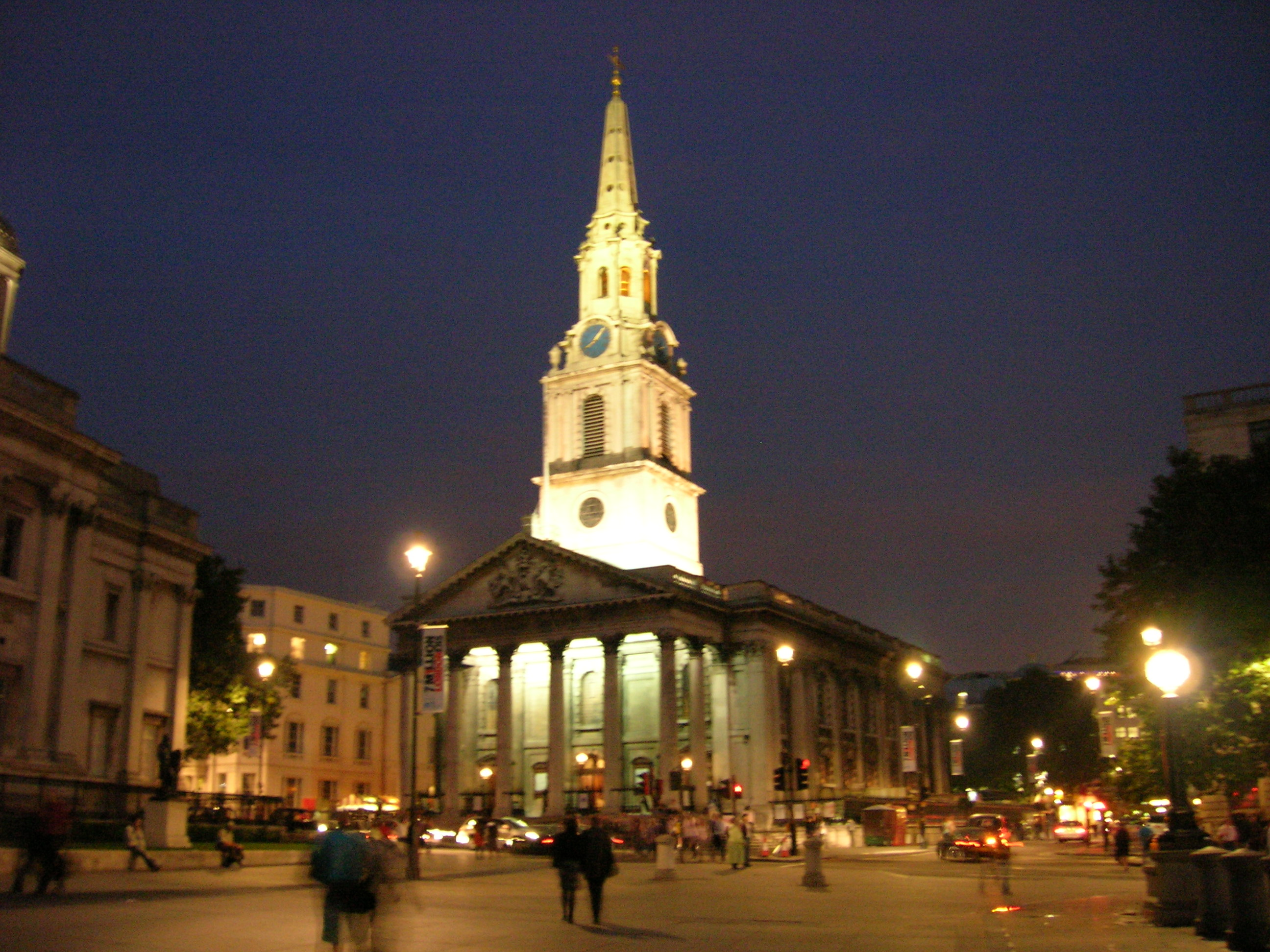
St Martin-in-the-Fields la nuit, vue de Trafalgar Square

### L'édifice actuel

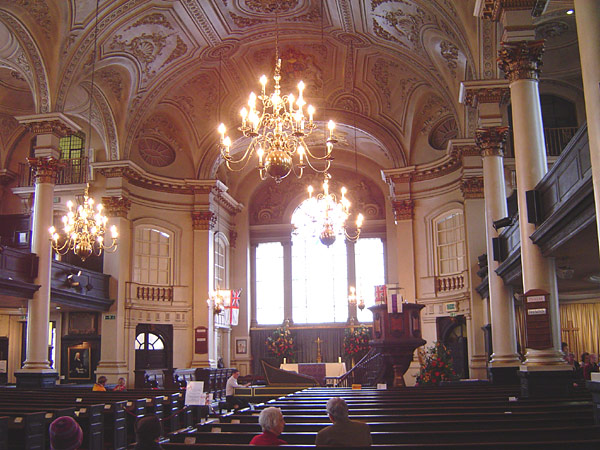
L'intérieur de St Martin-in-the-Fields

L'église échappa au Grand incendie de Londres, qui n'atteignit pas la Cité de Westminster, mais elle fut remplacée par un nouvel édifice dessiné par James Gibbs en 1721 et achevé cinq ans plus tard. Le dessin fut initialement très critiqué mais devint vite célèbre, copié largement aux États-Unis en particulier. Le plan est rectangulaire, avec une large façade classique supporté par des colonnes corinthiennes. La flèche est surmontée par une couronne de vermeil. Gibbs s'est certainement inspiré de Sir Christopher Wren, car l'intérieur est très similaire à celui de l'Église St. James de Piccadilly.
Quelques personnes notables du XVIIIe siècle étaient enterrées dans la nouvelle église, dont le sculpteur français Louis François Roubillac (qui avait émigré dans ce district de Londres), l'ébéniste Thomas Chippendale (dont l'atelier était dans la même que l'église, St Martin's Lane) ainsi que Jack Sheppard, dans le cimetière attenant, supprimé depuis.
L'église était autrefois noyée dans un tissu urbain très dense. C'est seulement avec l'ouverture de Trafalgar Square, dans les années 1820, que son architecture a acquis sa visibilité.
L'église a un lien étroit avec la famille royale britannique (le roi George I en était marguillier et la reine Mary la fréquentait régulièrement) et avec l'Amirauté, qui se trouve dans sa paroisse, ce que symbolise au surplus la localisation sur Trafalgar Square. Elle arbore le White Ensign de la Royal Navy au lieu de l'Union Jack, et traditionnellement les cloches de l'église sont sonnées pour proclamer une victoire navale.

### Aujourd'hui

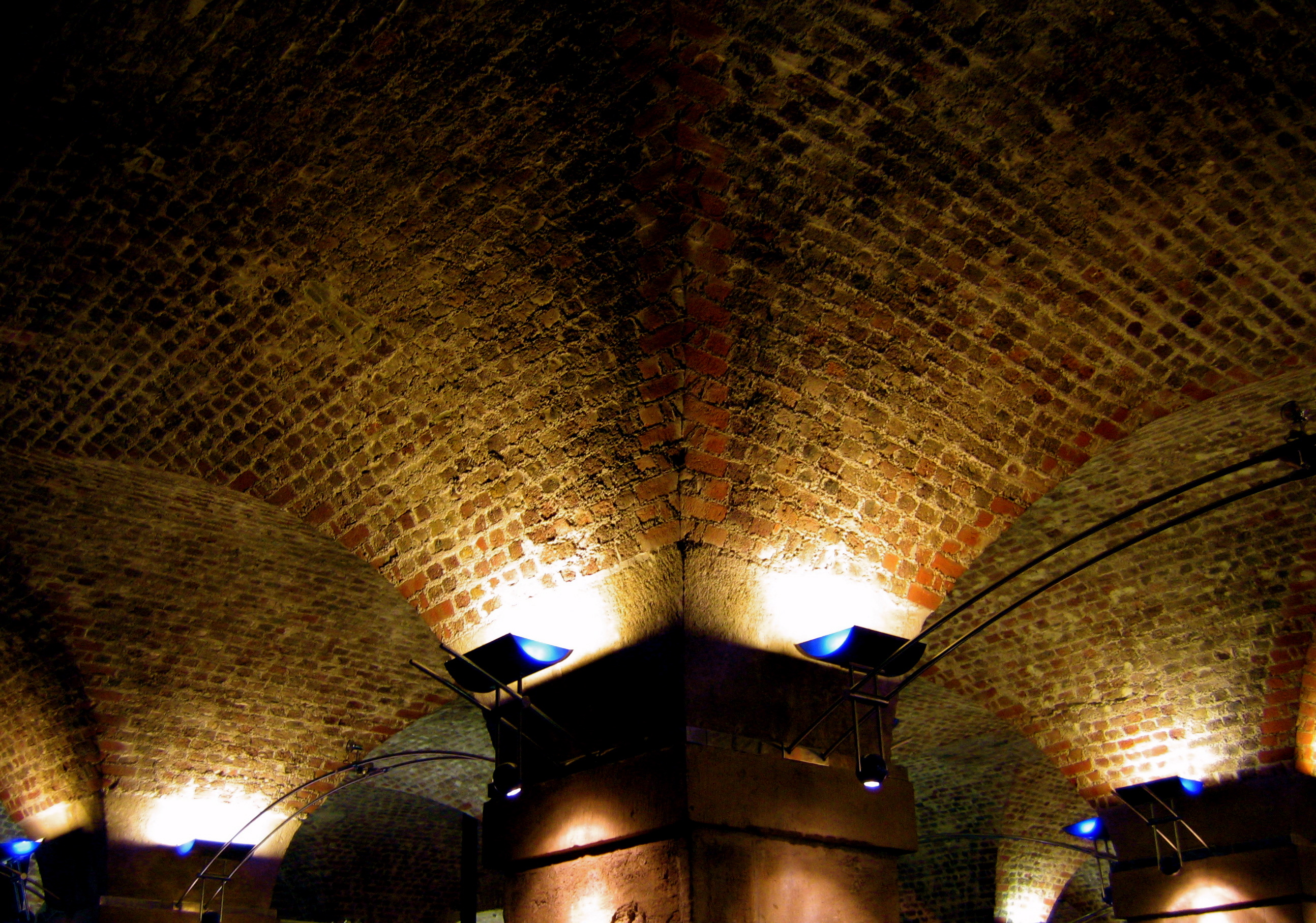
Le plafond du café dans la crypte.

À cause de sa situation prééminente, St Martin-in-the-Fields est, sans avoir statut de cathédrale, une des plus fameuses églises de Londres. Sa philosophie comme l'« Église avec la porte toujours ouverte » (un titre suggéré par Dick Sheppard, curé au début du XXe siècle, quand débuta l'action en faveur des personnes sans domicile fixe) continue aujourd'hui. Ce travail au service des sans-logis se fait à travers l'œuvre charitable The Connection at St Martins
L'église est connue aussi pour les concerts qui y sont régulièrement tenus le midi et le soir. Beaucoup d'ensembles musicaux célèbres ont donné des représentations dans l'église, dont le chœur et l'orchestre de l'Academy of St Martin-in-the-Fields, la New Trinity Baroque et les London Soloists. Il y a un café populaire dans la crypte où ont lieu des concerts de jazz, les profits allant aux œuvres de la paroisse.
L'église est devenue monument classé de grade I le 24 février 1958.
En janvier 2006 a été lancé un plan de rénovation. D'un coût de 36 millions £, il a porté sur l'église elle-même mais aussi sur les installations d'accueil des visiteurs, celles pour les activités musicales et pour les œuvres sociales. Outre la crypte, ce projet a impliqué une série de bâtiments au nord et de nouveaux espaces souterrains. L'église et sa crypte ont rouvert en 2008.
Douze cloches historiques de St Martin-in-the-Fields font partie du monument Swan Bells à Perth (Australie-Occidentale).